# Чирикуйско олинго
Чирикуйското олинго (Bassaricyon pauli) е вид хищник от семейство Енотови (Procyonidae).

## Разпространение
Този вид е разпространен в Панама.

## Описание
Теглото им е около 1,2 kg.